# Muehlbergella oweriana
Muehlbergella oweriana là loài thực vật có hoa trong họ Hoa chuông. Loài này được (Rupr.) Feer mô tả khoa học đầu tiên năm 1890.